# مركز الأميرة هيا الثقافي

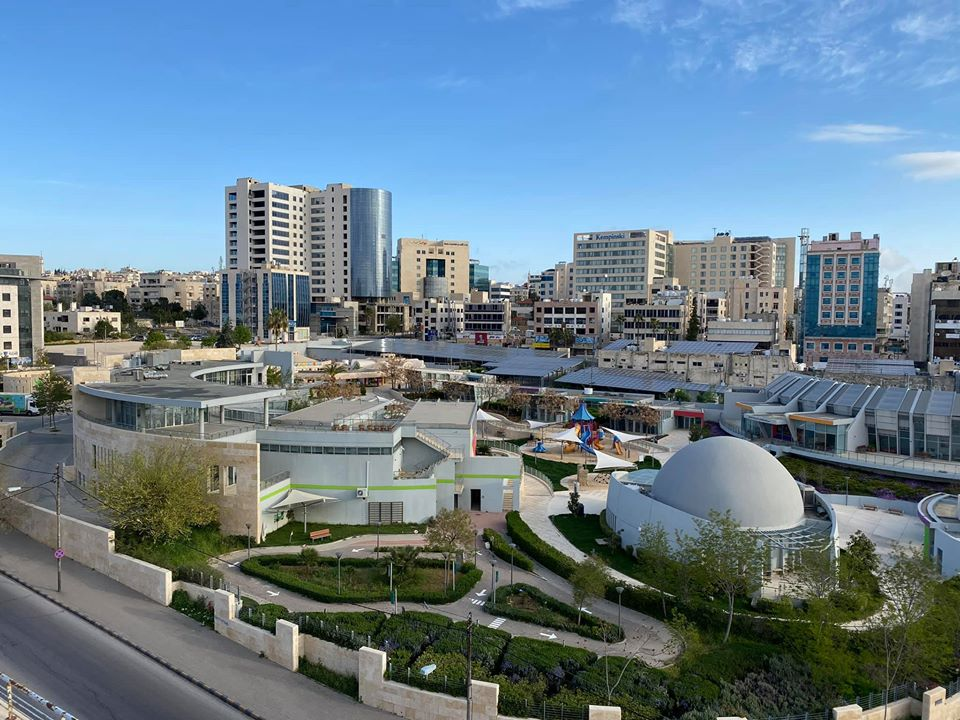
مركز هيا الثقافي

مركز الأميرة هيا الثقافي يقع في منطقة الشميساني، تشرف عليه الأميرة هيا وهو مركز ثقافي وترفيهي للأطفال إذ يوجد فيه شاشة كبيرة يُعرض فيها معلومات علمية للأطفال. وهناك أيضاً ألعاب ترفيهية ثقافية آلية.
بدأ مركز هيا الثقافي خدماته على الجمهور سنة 1976 هدية من الشاه الإيراني للملك حسين بن طلال بمناسبة مولد سمو الأميرة هيا، يخدم المركز الأطفال من سن 6 إلى 13 سنة أقسام مركز هيا الثقافي: المسرح (دراما، مسرح دمى، مسرح الظل) والفن (رسم، خط عربي، وزخرفة، صناعة الدمى والخزف)، والمكتبة (قراءة الكتب، الحكواتي وعرض DVD للقصص العالمية)، القبة الفلكية ومدينة السير ومكتبة المايكروسوفت للحاسوب.
يستقبل مركز هيا الثقافي الأطفال من خلال الانشطة المتوفرة فيه حيث يستقبل الأعضاء في عطلتي الصيف والشتاء مقابل اشتراك رمزي يدفع للعضوية ويتضمن البرنامج الصيفي والشتوي العديد من الانشطة والدورات الخاصة بالفئة العمرية المخدومة من قبل المركز يشرف على الدورات والاعضاءالعديد من الاساتذة والمشرفين المختصين.
عام 2014، أعيد اقتتاح المركز بعد أن تطويره وتحديثه وتوسعته. يُشكّل المركز قريةً ثقافية فنية كبيرة، يقدّم برامج متنوعة تعني بالأسرة والطفل على نحوٍ خاص. أضيفت للمركز قاعات فنية مختلفة، ومطبخ تعليمي، والقبة الفلكية، ومسرح مجهز بالكامل ومزود بأحدث الأجهزة.

أطلق المركز عدّة أكاديميات مختصصة، تستهدف كلٌ منها فئات عمرية محددة، وتشمل: 
- أكاديمية مركز هيا للموسيقى - الفئة العمرية 6- 17 عاماً
- أكاديمية الفنون - الفئة العمرية 9 أعوام فما فوق
- أكاديمية الروبوتكس - الفئة العمرية 4- 14 عاماً
- أكاديمية الخط العربي
- أكاديميّة الحساب الذهني (UCMAS) - الفئة العمرية 6- 13 عاماً
- أكاديميّة كرة القدم
- أكاديميّة الشطرنج - الفئة العمرية 5 أعوام فما فوق